# Johan I van Portugal

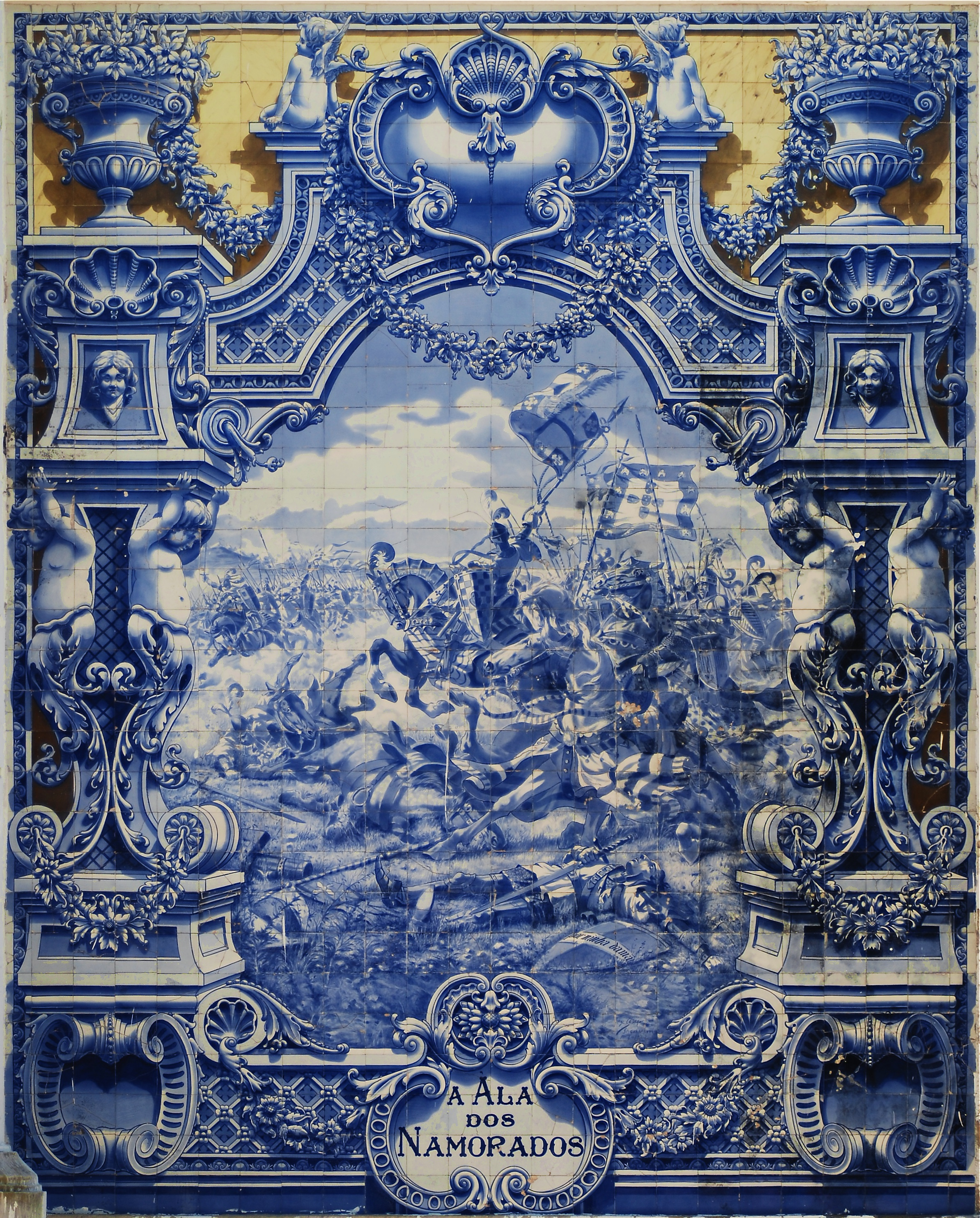
Paneel van geglazuurde tegels, gemaakt door Jorge Colaço in 1922, dat een onderdeel van de Slag bij Aljubarrota uit 1385 tussen de legers van Johan I van Portugal en Johan I van Castilië voorstelt.

Johan I (Portugees: Dom João I) (Lissabon, 11 april 1357 – aldaar, 14 augustus 1433) was van 6 april 1385 tot zijn dood koning van Portugal. Met hem kwam het Huis Aviz aan de macht in Portugal. Hij was de bastaardzoon van Peter I van Portugal.

## Leven
In 1383 was koning Ferdinand I van Portugal gestorven zonder mannelijke erfgenamen. Zijn dochter Beatrix van Portugal was gehuwd met Johan I van Castilië, die daarom aanspraak maakte op Portugal. Hij trok Portugal binnen, maar werd in 1384 in de Slag bij Atoleiros tegengehouden. De Cortes riep in 1385 Johan I uit tot koning van Portugal. Johan van Castilië kwam terug met een groter leger maar werd verslagen in de Slag bij Aljubarrota.
In 1415 veroverde Johan Ceuta in Noord-Afrika; het werd de eerste kolonie van een Europese grootmacht in Afrika.

## Huwelijk en kinderen
In 1387 trouwde Johan I met Filippa van Lancaster, de dochter van Jan van Gent en Blanche van Lancaster. De twee werden ouders van verschillende bekende Portugese prinsen. De bekendste onder hen was ongetwijfeld Hendrik de Zeevaarder. Op 7 januari 1430 trouwde zijn dochter Isabella van Portugal met Filips de Goede en werd de moeder van Karel de Stoute.
Kinderen:
- Blanche (1388-1389)
- Alfons (1390-1400)
- Eduard (1391-1438)
- Peter, hertog van Coimbra (1392-1449)
- Hendrik de Zeevaarder (1394-1460)
- Isabella van Portugal (1397-1471)
- Blanche (1398-1398)
- Johan (1400-1442), gehuwd met Isabella, dochter van Alfons I van Bragança
- Ferdinand de Heilige (1402-1443)

Bij zijn minnares Inês Peres Esteves (c. 1350–?):
- Alfons van Barcelos (1377-1461), werd de eerste hertog van Bragança.
- Beatrix (1386-1439)

## Voorouders
| Voorouders van Johan I van Portugal (1357-1433) | Voorouders van Johan I van Portugal (1357-1433)                       | Voorouders van Johan I van Portugal (1357-1433)                       | Voorouders van Johan I van Portugal (1357-1433)            | Voorouders van Johan I van Portugal (1357-1433)            |
| ----------------------------------------------- | --------------------------------------------------------------------- | --------------------------------------------------------------------- | ---------------------------------------------------------- | ---------------------------------------------------------- |
| Overgrootouders                                 | Dionysius van Portugal (1261-1325) ∞ Elisabeth van Aragón (1271-1336) | Sancho IV van Castilië (1258-1295) ∞ Maria van Molina (1265-1321)     | ? (-) ∞ ? (-)                                              | ? (-) ∞ ? (-)                                              |
| Grootouders                                     | Alfons IV van Portugal (1291-1357) ∞ Beatrix van Castilië (1293-1359) | Alfons IV van Portugal (1291-1357) ∞ Beatrix van Castilië (1293-1359) | Lourenço Martins (-) ∞ Sancha Martins (-)                  | Lourenço Martins (-) ∞ Sancha Martins (-)                  |
| Ouders                                          | Peter I van Portugal (1320-1367) ∞ Teresa Lourenco (1330-)            | Peter I van Portugal (1320-1367) ∞ Teresa Lourenco (1330-)            | Peter I van Portugal (1320-1367) ∞ Teresa Lourenco (1330-) | Peter I van Portugal (1320-1367) ∞ Teresa Lourenco (1330-) |